# Castillo de Muñatones
El castillo de Muñatones en Musques (Vizcaya, España) se eleva dominando los prados y las marismas que, a su encuentro con el mar, conforman el río Barbadún (o Mayor) y sus arroyos afluentes, caso del río Cotorrio.

## Historia y descripción
La obra inicial de esta fortaleza se sitúa en torno a 1339 y se debe al matrimonio de Juan López de Salazar e Inés de Muñatones y para su ubicación eligieron un emplazamiento estratégico, el solar de San Martín, situado entonces junto a un puerto fluvial (desaparecido) y al trazado de la calzada costera que llevaba de Portugalete a Castro Urdiales. En la segunda mitad del siglo XIV, Juan Sánchez  remoza las murallas y entre 1439 y 1446 su nieto Lope García de Salazar renueva todo el conjunto. Finalmente en 1476 se iniciaron algunas obras menores que se extenderían hasta fines del siglo XV.
El edificio es un complejo que conformó conjunto con otras edificaciones complementarias: la desaparecida ermita de San Martín de Muñatones y un palacio renacentista, actualmente restaurado. El castillo, como la mayoría de los castillos vascos medievales, nace desde un núcleo central: una torre-fuerte cúbica almenada, muy hermética, que se rodea de un recinto amurallado rectangular con un cubo en cada lado y una torre cuadrada en dos de sus lados, a modo de entrada. A través de este acceso nos introducimos en una segunda línea de defensa, almenada, que da paso a la torre propiamente dicha.
El monumento actual, resulta de otras construcciones precedentes realizadas a lo largo de más de un siglo. Fue Juan López de Salazar quien, hacia 1339, comenzara la construcción de la primitiva fortaleza de San Martín. Su torre era un edificio sólido y hermético, de planta cuadrangular, con un ligero predominio de la anchura sobre la profundidad. Hoy alcanza veinte metros de alzado, que corresponden solo a dos plantas y el arranque de una tercera, con lo que el volumen resultante es bastante vertical. Sus muros alcanzan un grosor considerable (1,10) y se aparejan en sillarejo bien ordenado y sillería, que define las zonas nobles.

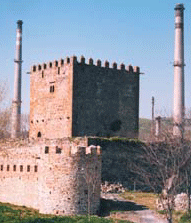
Torre de Muñatones

La planta baja carece de acceso desde el exterior, siendo sus únicas luces tres aspilleras muy largas y abocinadas, con dintel sobre ménsulas y marcado derrame inferior, lo que indica que su finalidad principal era la iluminación y no la defensa. Muñatones es la única torre vizcaína que carece de acceso en la planta baja.
El primer piso, el residencial, es desproporcionadamente alto y abraza casi dos tercios del alzado total del edificio. En él se abría el único ingreso de la torre, un estrecho arco apuntado con cañón escarzano ligeramente lateralizado en la entonces cara principal (hoy izquierda). Del resto del fenestraje original quedan varias saeteras de características similares a las anteriores.
La exagerada altura de esta planta crearía ciertos problemas de iluminación, por lo que se hizo necesaria la apertura de luceros anchos en la zona más alta del piso, cerca del suelo de la planta superior. Encima de este piso residencial solo habría una terraza almenada.
En 1439 Lope García de Salazar heredó la torre y comenzó con las modificaciones, pero las obras se retrasarían hasta 1454. Lope desmochó la torrecilla preexistente y la engrosó considerablemente, elevándola hasta alcanzar las cuatro alturas y rematándola con una terraza defendida por un pretil y dotada de dos torrecillas en los ángulos. Además, levantó varios palacios alrededor de la torre y todo el conjunto fue rodeado por dos murallas, una de gran altura y otra más discreta.
El nuevo castillo de Muñatones presentaba notables diferencias con la construcción primitiva. La torre "del homenaje" mantuvo su planta rectangular, aunque al trasladarse la fachada principal a una de las que, en origen, fueran laterales, el volumen resultante fue ligeramente más profundo que ancho, hecho habitual en las torres urbanas pero bastante insólito en las rurales. Su altura hoy ronda los veinticinco metros, aunque fue aún más elevada; con todo, es la más alta de las vizcaínas. Con estas obras, los muros, aparejados en sillarejo calizo, alcanzaron un grosor de 2.80 metros.
Si el bajo de la torre primitiva era hermético, aun quedó más ciego: se tapiaron tres aspilleras existentes, abriendo en su lugar un único hueco adintelado. También el piso residencial modificó su sistema de luces. El acceso primitivo fue cegado y sustituido por otro en la que hasta entonces había sido la cara derecha. El nuevo ingreso era un amplio arco apuntado muy lateralizado que desapareció al arruinarse el edificio, aunque se conservó su cañón escarzano.
Lope añadió dos alturas. La primera de ellas, sobre el nivel de la primitiva terraza, se ilumina mediante parejas geminadas de ventanas apuntadas dotadas de asientos y aspilleras altas. La segunda, sería un nuevo piso residencial, el segundo salón.
El estrecho cuerpo de la torre apenas reunía unas condiciones mínimas de habitabilidad, por lo que el edificio se rodeó por cuatro aposentamientos –espacios residenciales-. Estos palacios estaban apoyados en unos muretes de mampostería y tenían tres niveles, los dos primeros de escaso desarrollo –usos de servicio o dormitorios- y el tercero algo más amplio –prolongación del sobrado de la casa-.
En torno a la torre y los palacios se levantó una voluminosa cerca aparejada en mampuesto irregular, de 7,5 metros en su estado actual (10 m en origen). La cerca solo cuenta con un vano, un acceso apuntado con cañón escarzano muy lateralizado a la izquierda de la fachada principal. Aún conserva los goznes y los orificios para la doble tranca. También se levantó una segunda cerca que en principio era una sencilla tapia y que más tarde fue utilizada como base para construir una vistosa muralla provista de torres cilíndricas y cubos. Se reforzó, además, por un foso.
Lope recibió una "torrecilla" y la transformó en un complejo castillo.
La última intervención del castillo fue de menor entidad que las anteriores. El heredero de Lope, Juan Salazar, reformó el tercer piso residencial, sustituyó la terraza por un camarote de madera y un tejado a cuatro aguas, construyó diversos edificios en el patio y reforzó la muralla exterior, dotándola de cubos y torres circulares y ampliando el foso.
Estas obras trataron de dar a San Martín de Muñatones un aspecto de espacio residencial, con instalaciones de almacenaje y artesanales. Además trataron de incrementar la capacidad residencial del castillo reformando la última planta del edificio, mejorando su compartimentación interna y añadiendo elementos decorativos. Lograron con éxito dotar a la casa de una imagen impactante.
Muñatones no ofrece dudas sobre su clasificación tipológica: es una torre con salón, o mejor, con dos salones –aunque el superior se ha perdido-. Además, está dotado de murallas exteriores: sin contar con las del siglo XIV, en el XV se levantaron una monumental y otra en principio más simple, pero que se fue complicando con torres esquineras y cubos en las puertas. El foso, que evidentemente formaba parte de este magnífico conjunto, rodeaba el castillo por tres de sus lados Es, en fin, un verdadero castillo, posiblemente el más complejo y desarrollado de los del País Vasco y uno de los más destacados vestigios del poder de los Salazar en el valle de Somorrostro.
Desde 1968, el conjunto monumental se encuentra rodeado por las instalaciones de la mayor planta petroquímica de España: Petronor, empresa cuyo emblema comercial toma como elemento gráfico principal una letra "P" dentada por las almenas del castillo.